# Stéphane-Xavier Trano

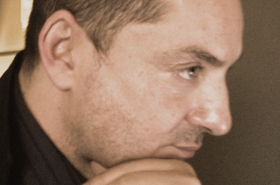
Retrato de Stéphane Trano.

Stéphane Trano es un periodista, ensayista y activista de los Derechos Humanos y del Proceso de Paz entre Palestina e Israel. También es especialista en Comunicación política y entre comunidades. Nació el 1 de febrero de 1969 en Annecy, Haute-Savoie. Actualmente vive en Chicago, Illinois.

## Biografía
Los orígenes familiares de Stéphane Trano están entrelazados entre dos historias intensas y únicas que han jugado un papel importante durante su carrera como periodista y escritor. Su familia materna es de judíos bereber de Cabilia, concretamente de la ciudad de Bugía, Argelia. Esta ciudad fue conocida durante su época de esplendor como la "Pequeña Meca", y le debe sus orígenes históricos y espirituales a la presencia de un gran número de santos y místicos sufíes tales como Ibn Arabi de Córdoba. También es la capital de la Dinastía hammudí, responsable de la proliferación de los Suníes por toda la cuenca del mediterráneo durante los siglos XXI y XXII. El padre de Stéphane Trano es italiano y hereda del mismo una fuerte tradición católica cuyas raíces están ancladas en las aisladas montañas de Calabria, un terreno brusco pero de gran belleza para sus habitantes, que ha sufrido innumerables invasiones pero que a pesar de ello han conservado su identidad durante siglos. Como consecuencia de la invasión piamontesa de 1860 (el Risorgimento) surge en Calabria la temida Mafia.
A la edad de 16, Stéphane Trano se unió a un grupo de jóvenes interesados por la labor de una monja por entonces desconocida que trabajaba en El Cairo y a la que hoy en día se recuerda con el nombre de Sor Emmanuelle. A los 18 años conoció a su primera mentora, la exitosa escritora francesa Madeleine Chapsal, exmujer del fundador del semanario L'Express, ella le inició en la literatura, el periodismo y el psicoanálisis. También le presentó a Frederic Rossif, de quien obtuvo la primera entrevista en veinte años. Este fue el comienzo de una gran amistad con el destacado cineasta, quien le invitó a participar en su nueva película. Sin embargo, este hecho no llegó a materializarse debido a la repentina muerte de Rossif. Otra amistad determinante le relaciona con Jacques Lanzmann, quien encauzó su carrera al periodismo. Stéphane-Xavier Trano alcanzó una gran notoriedad pública por tomar una postura en contra la opinión pública mayoritaria, especialmente durante la controversia en torno al pasado de François Mitterrand a quien criticó por el pasado del Presidente en lo referente a Vichy. Denunció las divisiones obsesivas y peligrosas de tipo étnico, mientras al mismo tiempo hacía campaña a favor de los Acuerdos de Oslo por la paz entre Palestina e Israel. Después del asesinato del primer ministro israelí Isaac Rabin, tuvo la ocasión de conocer personalmente a Yasir Arafat, quien le propuso la creación junto con un coeditor palestino de un periódico que apoyara la paz. El periódico The Palestinian Economic Letter duró apenas un año y fue una víctima más del colapso del proceso de paz. Más adelante escribió varios libros, es autor de dos libros para la editorial Archipelago y es consejero de varios personajes políticos, religiosos y activistas de los Derechos Humanos además de su trabajo como escritor.

## Puestos principales como periodista
- Jefe de asuntos políticos y sociales del semanario Jewish Tribune (1991–1996)
- Coeditor del semanario The Palestinian Economic Newsletter (1996–1998), fundado por la agencia palestina de noticias WAFA
- Editor en jefe de la agencia de noticias Infonie Media y Jefe de animación del proveedor de servicios de Internet Infonie (1999–2002)
- Periodista y asistente de editor en jefe para las ediciones especiales de 60 Millions de Consommateurs  (2002–2005)

## Principales colaboraciones periodísticas
- Boletín mensual de SOS Hepatites Association (2005)
- Revista mensual Investir (2004–2005)
- Agencia Parution (2004)
- International League Against Racism and Anti-Semitism|The Right to Live
- Le Quotidien de la République (1998)
- Le Canard Enchaîné (1997)
- Valeurs Actuelles (1995)
- Le Nouvel Observateur (1987–1994)
- L'Officiel de la Mode  (1990–1993)
- Forum des Images (1993–1994)
- Le Temps Retrouvé (1989–1990)
- VSD (Magazine) (1987–1988)

- Otras publicaciones: Passages, Le Quotidien de 89, Femme, Mensuel, L'Officiel Hommes, B.F.M, R.C.J.

## Funciones principales en Comunicación Política y Comunitaria
• Director gerente del Club Inventons Demain Jefe del blog de Jack Lang (2005–2006)
• Asesor de Patrick Gaubert, jefe de la Misión de la lucha contra el racismo y el antisemitismo para el ministerio de interior francés (1991–1995)
- Asesor de Patrick Gaubert, presidente de LICRA (1993–2005)
- Asesor de Jean Kahn, presidente de CRIF, presidente de European Jewish Congress, director de Central Consistory of the Jews of France, presidente de Commission of National Human Rights (1996–1999), presidente honorario de National Consultative Commission on Human Rights (desde 1999).
- Responsable de la campaña de prensa de 1987 para Sorr Emmanuelle en The Association of Friends of Sister Emmanuelle

## Otras contribuciones
- En Libération:

Culture de la Mémoire, Culture du Malheur, (Culture of Memory, Culture of Woe), Tribune, 29 de abril de 1995.
Le Bon Juif selon Le Pen, (El buen judío según Le Pen) - Tribune, 16 de junio de 1995.
Commémorer d'autres Génocides, (Conmemoración de otros genocidios), Tribune, 26 de enero de 1995.
En finir avec la Paix des dupes, (El final del engaño de la paz), Tribune, 1 de octubre de 1997.
Israël doit trouver les mots (Israel debe encontrar las palabras), Tribune, 4 de noviembre de 2000.
- En Le Monde:

Le trouble des Juifs de France, de Jean-Michel Dumay, (La situación de los judíos en Francia or Jean-Michel Dumay), 24 de septiembre de 1993.
- En Le Nouvel Observateur:

Firmante de [Proposición 234: sobre el reconocimiento legal de las parejas homosexuales -  9 de mayo de 1996

## En la Web
- Agoravox: autor y moderador desde el 6 de mayo de 2010

Spécialiste cherche mission rémunérée pour rédaction de Rapport, salaire supérieur au S.M.I.C
Qui sera le dernier mort de François Mitterrand?
Ce que veulent les Français: le comique de répétition de nos Politiques
Le défi de Ségolène Royal et François Hollande aux Socialistes

## Citas y referencias
- Ugly Beauty: Helena Rubinstein, L'Oréal, and the Blemished History of Looking Good de Ruth Brandon (1 de febrero de 2011)
- Holocaust Monuments and National Memory: France and Germany since 1989 de Peter Carrier (27 de septiembre de 2006)
- Francois Mitterrand: A Political Biography (Polity Political Profiles Series) de David Scott Bell (Oct 28, 2005)
- French XX Bibliography: Critical and Bibliographical References for the Study of French Literature Since 1885, Index to Volume Is (Nos. 41-45) (French XX Bibliography Index) (febrero de 1997)
- French XX Bibliography #41: Critical and Biographical References for the Study of French Literature Since 1885 by Douglas W. Alden, Peter C. Hoy and Christine M. Zunz (Sep 1989)
- L'Oreal 1909-2009 (Editions Française) por Jacques Marseille
- Le rose et le noir: les homosexuels en France depuis 1968, Frédéric Martel, Editions du Seuil, París (1996)
- Les énigmes de la Ve République, Philippe Valode, First Editions (2007)
- L'Année Céline, Volume 1995, Du Lerot/IMEC (1996)
- Le joker juif: ou du "fait hébreu" comme argument polémique, Ange-Mathieu Mezzadri, Autres Temps (2002)

- en The Jewish Chronicle:

When Henry met Francoise, avec Valerie Monchi, 2 Juillet 1993.
Jewish voters face thorny dilemma, avec Valerie Monchi, 28 Avril 1995.
The Mitterrand Years: a decade of "ambiguous" Middle-East Policy, avec Valerie Monchi, 26 de marzo de 1993.
Mitterrand's vichyst past: new facet in complex history with Jews, de Valerie Monchi, 30 de septiembre de 1994.
"Stupid mistake" leads to "Dachau" knickers, de Stéphane XXXX, 7 de octubre de 1994.

## Estudios universitarios
- Licenciado en Arte y Comunicaión con especialidad en Periodismo y Relaciones Públicas, Central Connecticut State University, CCSU., (febrero de 2008).

## Afiliaciones
- Miembro de National Writers Union, United States.
- Miembro de French Alliance of Chicago
- Miembro de French-American Chamber of Commerce of Chicago

- Datos: Q3501548
- Multimedia: Stéphane-Xavier Trano / Q3501548